# Дялу-Вієй
Дялу-Вієй (рум. Dealu Viei) — село у повіті Горж в Румунії. Входить до складу комуни Рошія-де-Амарадія.
Село розташоване на відстані 196 км на захід від Бухареста, 39 км на схід від Тиргу-Жіу, 82 км на північ від Крайови.

## Населення
За даними перепису населення 2002 року у селі проживали 59 осіб, усі — румуни. Усі жителі села рідною мовою назвали румунську.